# Islamorada
Islamorada, Village of Islands é uma aldeia localizada no estado americano da Flórida, no condado de Monroe. Foi incorporada em 1997.

## Geografia
De acordo com o United States Census Bureau, a aldeia tem uma área de 17 km², onde 16,6 km² estão cobertos por terra e 0,3 km² por água.

## Demografia
Segundo o censo nacional de 2010, a sua população é de 6 119 habitantes e sua densidade populacional é de 367,43 hab/km². Possui 5 692 residências, que resulta em uma densidade de 341,8 residências/km².